# Cereopsius carinatus
Cereopsius carinatus är en skalbaggsart som beskrevs av J. Linsley Gressitt 1952. Cereopsius carinatus ingår i släktet Cereopsius och familjen långhorningar. Inga underarter finns listade i Catalogue of Life.